# Johannes Spyridonakes
Johannes Spyridonakes (mittelgriechisch Ἰωάννης Σπυριδωνάκης; † nach 1201) war ein byzantinischer Gouverneur, der sich 1201 in den Rhodopen gegen Kaiser Alexios III. erhob.

## Leben
Spyridonakes, ursprünglich ein zypriotischer Handwerker niederer Herkunft, gewann bei Hofe die Gunst Alexios’ III., der ihn zum Protovestiarios ernannte. Als solcher war er für die kaiserliche Garderobe, den Tresor und die Privatschatulle des Kaisers zuständig. Im Sommer 1199 nahm er am ersten Feldzug gegen den Rebellen Dobromir Chrysos teil, der im östlichen Makedonien von Byzanz abgefallen war.
Vor 1201 wurde Spyridonakes als Gouverneur (Dux) mit der Verwaltung des strategisch bedeutsamen Themas Smolena in den Rhodopen an der bulgarischen Grenze beauftragt. Nach der Niederschlagung der Rebellion des Iwanko sagte er sich im Frühjahr 1201 von Byzanz los, hierzu insbesondere ermutigt durch einen zur selben Zeit von Dobromir Chrysos und Manuel Kamytzes in der westlich benachbarten Vardar-Struma-Region entfachten, groß angelegten Aufstand. Alexios III. entsandte eine Streitmacht unter dem Oberbefehl seines Schwiegersohns Alexios Palaiologos gegen den abtrünnigen Gouverneur und zwang ihn zur Flucht an den Hof des bulgarischen Zaren Kalojan. Sein weiteres Schicksal ist unbekannt.